# Tokyo Revengers
Tokyo Revengers (東京卍リベンジャーズ, Tōkyō Ribenjāzu) est un manga de type shōnen écrit et dessiné par Ken Wakui (和久井健). Il est prépublié dans le Weekly Shōnen Magazine de l'éditeur Kōdansha entre 2017 et 2022 et comporte un total de 31 tomes. La version française est publiée par les éditions Glénat depuis 2018.
Une adaptation en série télévisée d'animation de 24 épisodes par Liden Films est diffusée du 11 avril au 19 septembre 2021. Une deuxième saison est diffusée du 8 janvier au 2 avril 2023 sur Disney+. Une saison 3 est diffusée d'octobre à décembre 2023. Une adaptation en film live action est sortie en juillet 2021, et une suite en deux parties est sortie en avril et juin 2023, respectivement.
Le personnage principal est Takemichi Hanagaki un jeune collégien qui vit au Japon. Il doit réussir à changer le passé pour éviter à tout prix la mort de Hinata Tachibana, la seule petite-amie de son passé. Pour cela, il se fera aider de Naoto Tachibana, le petit frère d' Hinata.

## Synopsis
En 2017, Takemichi Hanagaki, un jeune freeter de 26 ans à la vie morose, apprend que son ex-petite amie du collège, Hinata Tachibana, est décédée dans un conflit impliquant le gang du « Tokyo Manji-kai » (東京卍會). Le lendemain, alors qu'il revient d'un travail à temps partiel, Takemichi se fait pousser du quai de métro par quelqu'un. Alors qu'il est sur le point d'être percuté, il fait un bond dans le temps, de douze ans en arrière. Il se trouve être retourné l'année de sa 4e, l'année où il sortait avec Hinata. Takemichi prend la décision de tout faire pour empêcher la mort d'Hinata, et pour ce faire, il va faire des allers retours entre le passé et le présent.

## Personnages
Takemichi Hanagaki (花垣 武道, Hanagaki Takemichi)
Voix japonaise : Yūki Shin (ja), voix française : Olivier Prémel,
Hinata Tachibana (橘 日向, Tachibana Hinata)
Voix japonaise : Azumi Waki (ja), voix française : Sophie Pyronnet
Naoto Tachibana (橘 直人, Tachibana Naoto)
Voix japonaise : Ryōta Ōsaka (ja), Mana Hirata (enfant), voix française : Alexandre Crépet, Laurence Stévenne (enfant)
Manjirō Sano (佐野 万次郎, Sano Manjirō)
Voix japonaise : Yū Hayashi (ja), voix française : Tim Belasri,
Surnommé « Mikey » (マイキー, Maikī).
Ken Ryūgūji (龍宮寺 堅, Ryūgūji Ken)
Voix japonaise : Tatsuhisa Suzuki (ja) (saison 1)  puis Masaya Fukunishi (ja) (saison 2) , voix française : Nicolas Matthys,
Surnommé « Draken » (ドラケン, Doraken).
Masataka Kiyomizu (清水 将貴, Kiyomizu Masataka)
Voix japonaise : Satoshi Hino (ja), voix française : Pierre Lognay
Surnommé « Kiyomasa » (キヨマサ).
Atsushi Sendō (千堂 敦, Sendō Atsushi)
Voix japonaise : Takuma Terashima (ja), voix française : Brieuc Lemaire
Surnommé « Akkun » (アッくん)
Tetta Kisaki (稀咲 鉄太, Kisaki Tetta)
Voix japonaise : Showtaro Morikubo (en), voix française : Jean-François Rossion
Izana Kurokawa (黒川イザナ, Kurokawa Izana)
Voix japonaise : Nobunaga Shimazaki, voix française : Damien Locqueneux
Takuya Yamamoto (山本タクヤ, Yamamoto Takuya)
Voix japonaise : Yūya Hirose (ja), voix française : Pierre Le Bec
Makoto Suzuki (鈴木マコト, Suzuki Makoto)
Voix japonaise : Shunsuke Takeuchi (ja), voix française : Maxime van Stantfoort
Kazushi Yamagishi (山岸一司, Yamagishi Kazushi)
Voix japonaise : Shōta Hayama (ja), voix française : Thibaut Delmotte
Keisuke Baji (場地 圭介, Bachi Keisuke)
Voix japonaise : Masaaki Mizunaka, voix française : Itsik Elbaz
Takashi Mitsuya (三ツ谷 隆, Mitsuya Takashi)
Voix japonaise : Yoshitsugu Matsuoka, voix française : Maxym Anciaux (saison 1) puis Yannick Besson
Haruki Hayashida (林田 春樹, Hayashida Haruki) (Pachin)
Voix japonaise : Subaru Kimura, voix française : Thomas Lynckx
Ryōhei Hayashi (林 良平, Hayashi Ryōhei) (Peyan)
Voix japonaise : Yukihiro Nozuyama, voix française : Erico Salamone
Nahoya Kawata (河田 ナホヤ, Kawata Nahoya) (Smiley)
Voix japonaise : Kengo Kawanishi, voix française : Arthur Dubois
Yasuhiro « Mucho » Mutō (武藤 泰宏, Mutō Yasuhiro)
Voix japonaise : Daisuke Ono, voix française : Stéphane Pirard
Nobutaka Osanai (長内 信高, Osanai Nobutaka)
Voix japonaise : Eiji Takeuchi, voix française : Grégory Praet
Shūji Hanma (半間修二, Hanma Shūji)
Voix japonaise : Takuya Eguchi, voix française : David Manet
Chifuyu Matsuno (松野千冬, Matsuno Chifuyu)
Voix japonaise : Shō Karino, voix française : Alessandro Bevilacqua
Kazutora Hanemiya (羽宮一虎, Hanemiya Kazutora)
Voix japonaise : Shunichi Toki (en), voix française : Jonathan Simon
Emma Sano (佐野 エマ, Sano Emma)
Voix japonaise : Yumi Uchiyama, voix française : Marie Braam
Seishu Inui (乾 青宗, Inui Seishu) (Inupi)
Voix japonaise : Junya Enoki , voix française : Antoni LoPresti
Hajime Kokonoi (九井 一, Kokonoi Hajime) (Koko)
Voix japonaise : Natsuki Hanae , voix française : Arnaud Crèvecoeur
Ran Haitani (灰谷 蘭, Haitani Ran)
Voix japonaise : Kōji Yusa
Rindo Haitani (灰谷 竜胆, Haitani Rindō)
Voix japonaise : Hiro Shimono, voix française : Maxime Donnay
Hakkai Shiba (柴 八戒, Shiba Hakkai)
Voix japonaise : Tasuku Hatanaka , voix française : Fabian Finkels

## Manga
Écrit et illustré par Ken Wakui, Tokyo Revengers (東京卍リベンジャーズ) débute dans le Weekly Shōnen Magazine de Kōdansha à partir du 13e numéro de 2017, sorti le 1er mars 2017,. Les chapitres sont compilés et édités au format tankōbon avec le premier volume publié en mai 2017. Le dernier chapitre est paru le 16 novembre 2022.
Les éditions Glénat publient une version française depuis avril 2019. En Amérique du Nord, le manga est publié numériquement par la maison d'édition Kodansha USA depuis octobre 2018.
| 1. Saga sauvetage de Hinata : - Arc Tokyo Manjikai - Arc moebius - Arc Valhalla - Arc Black Dragons - Arc Tenjiku 2. Saga Sauvetage de Mickey : - Arc Bonten - Arc Bataille des trois cieux - Arc Kanto Majikai 3. Saga des origines : - Arc Booklet (spin-off) - Arc Baji Keisuke (spin-off) |

## Anime
En juin 2020, une adaptation du manga en série télévisée d'animation est révélée par l'ouverture d'un site web dédié. La série est réalisée par Koichi Hatsumi au studio Liden Films avec des scripts de Yasuyuki Muto, des character designs par Keiko Ōta, une direction sonore par Satoki Iida et une bande originale composée par Hiroaki Tsutsumi. Elle est diffusée sur MBS et d'autres chaînes télévisées japonaises du 11 avril 2021 au 19 septembre 2021,. Crunchyroll détient les droits de diffusion en simulcast/streaming dans le monde entier, sauf en Asie,. Depuis le 29 mai 2021, des versions doublées en anglais, espagnol, portugais, français et allemand sont également diffusées par la plateforme,, la version doublée en français de la série est réalisée par le studio de doublage Lylo Media Group,, sous la direction artistique de Sophie Jallet, par des dialogues adaptés de Charles Lamoureux et Mélanie Decouzon.
Il est à noter qu'en dehors de l'Asie, la version diffusée par Crunchyroll est une version censurée. Cela est dû à une incompréhension des différences et de l'amalgame qui en résulte, entre le manji (symbole religieux) et la croix gammée (symbole fasciste),,.
Le générique de début est Cry Baby interprété par Official HIGE DANdism, et eill interprète la chanson de l'ending de la série Koko de iki o shite (ここで息をして). Le second ending de la série intitulé Tokyo Wonder est quand lui interprété par Nakimushi.
Une deuxième saison est annoncée en décembre 2021 avec la même équipe de production et un casting similaire que la première saison. Celle-ci est diffusée du 8 janvier 2023 au 2 avril 2023 sur MBS et sera diffusé sur d'autres chaînes télévisées japonaises par la suite,,. À l'international, cet arc est diffusé en simulcast sur Disney+.
Le générique de début est White Noise (ホワイトノイズ, Howaito Noizu) interprété de nouveau par Official Hige Dandism tandis que Tuyu interprète le générique de fin de la série Kizutsukedo, Aishiteru (傷つけど、愛してる。),.
Le 1er avril 2023, à la fin de la saison 2, une nouvelle saison est annoncée qui adapte l'arc « Tenjiku ». Elle est diffusée du 4 octobre 2023 au 27 décembre 2023 sur MBS et d'autres chaînes télévisées japonaises. Hey-Smith interprète le générique de fin de la série Say My Name.

### Liste des épisodes

#### Saison 1
| No                         | Titre en français | Titre original   | Date de 1re diffusion |
| -------------------------- | ----------------- | ---------------- | --------------------- |
| 1                          | Reborn            | Reborn           | 11 avril 2021         |
| [Chapitre 1]               |                   |                  |                       |
| 2                          | Resist            | Resist           | 18 avril 2021         |
| [Chapitre 2]               |                   |                  |                       |
| 3                          | Resolve           | Resolve          | 25 avril 2021         |
| [Chapitres 3-4-5]          |                   |                  |                       |
| 4                          | Return            | Return           | 2 mai 2021            |
| [Chapitres 6-7-8]          |                   |                  |                       |
| 5                          | Releap            | Releap           | 9 mai 2021            |
| [Chapitres 9-10-11-12]     |                   |                  |                       |
| 6                          | Regret            | Regret           | 16 mai 2021           |
| [Chapitres -13-14]         |                   |                  |                       |
| 7                          | Revive            | Revive           | 23 mai 2021           |
| [Chapitres 15-16-17]       |                   |                  |                       |
| 8                          | Rechange          | Rechange         | 30 mai 2021           |
| [Chapitres 18-19-20-21]    |                   |                  |                       |
| 9                          | Revolt            | Revolt           | 6 juin 2021           |
| [Chapitres 21-22-23]       |                   |                  |                       |
| 10                         | Rerise            | Rerise           | 13 juin 2021          |
| [Chapitres 24-25-26-27]    |                   |                  |                       |
| 11                         | Respect           | Respect          | 20 juin 2021          |
| [Chapitres 27-28-29-30]    |                   |                  |                       |
| 12                         | Revenge           | Revenge          | 27 juin 2021          |
| [Chapitres 31-32-33]       |                   |                  |                       |
| 13                         | Odds and Ends     | Odds and Ends    | 4 juillet 2021        |
| [Chapitres 34-35-36]       |                   |                  |                       |
| 14                         | Break up          | Break up         | 11 juillet 2021       |
| [Chapitres 37-38-39]       |                   |                  |                       |
| 15                         | No Pain, no gain  | No Pain, no gain | 18 juillet 2021       |
| [Chapitres 40-41-42]       |                   |                  |                       |
| 16                         | Once upon a time  | Once upon a time | 25 juillet 2021       |
| [Chapitres 43-44-45]       |                   |                  |                       |
| 17                         | No way            | No way           | 1er août 2021         |
| [Chapitres 45-46-47-48]    |                   |                  |                       |
| 18                         | Open Fire         | Open Fire        | 8 août 2021           |
| [Chapitres 48-49-50-51]    |                   |                  |                       |
| 19                         | Turn around       | Turn around      | 15 août 2021          |
| [Chapitres 52-53-54-55]    |                   |                  |                       |
| 20                         | Dead or Alive     | Dead or Alive    | 22 août 2021          |
| [Chapitres 56-57-58]       |                   |                  |                       |
| 21                         | One and only      | One and only     | 29 août 2021          |
| [Chapitres 59-60-61-62]    |                   |                  |                       |
| 22                         | One for all       | One for all      | 5 septembre 2021      |
| [Chapitres 63-64-67]       |                   |                  |                       |
| 23                         | End of war        | End of war       | 12 septembre 2021     |
| [Chapitres 64-65-66-68]    |                   |                  |                       |
| 24                         | A Cry baby        | A Cry baby       | 19 septembre 2021     |
| [Chapitres 69-70-71-72-73] |                   |                  |                       |

#### Saison 2
| No                                  | Titre en français                   | Titre original          | Date de 1re diffusion |
| ----------------------------------- | ----------------------------------- | ----------------------- | --------------------- |
| 1 (25)                              | C'est comme ça                      | It is what it is        | 8 janvier 2023        |
| [Chapitres 73-74-75-76-77]          |                                     |                         |                       |
| 2 (26)                              | Faut y aller                        | Gotta go                | 15 janvier 2023       |
| [Chapitres 77-78-79-80] + Filler    |                                     |                         |                       |
| 3 (27)                              | Autonome                            | Stand alone             | 22 janvier 2023       |
| [Chapitres 80-81-82-83]             |                                     |                         |                       |
| 4 (28)                              | Liens familiaux                     | Family bonds            | 29 janvier 2023       |
| [Chapitres 84-85-86-87]             |                                     |                         |                       |
| 5 (29)                              | Le réveillon                        | Christmas eve           | 5 février 2023        |
| [Chapitres 88-89-90-91]             |                                     |                         |                       |
| 6 (30)                              | Remonter le moral des troupes       | Whip up morale          | 12 février 2023       |
| [Chapitres 92-93-94-95] + Filler    |                                     |                         |                       |
| 7 (31)                              | Rivalité fraternelle                | Sibling rivalry         | 19 février 2023       |
| [Chapitres 96-97-98-99]             |                                     |                         |                       |
| 8 (32)                              | Faire front commun                  | Strive together         | 26 février 2023       |
| [Chapitres 100-101-102-103-104]     |                                     |                         |                       |
| 9 (33)                              | À l'aube d'une nouvelle ère         | Dawning of a new era    | 5 mars 2023           |
| [Chapitres 104-105-106-107]         |                                     |                         |                       |
| 10 (34)                             | La lumière de ma vie                | The light of my life    | 12 mars 2023          |
| [Chapitres 108-109-110-122]         |                                     |                         |                       |
| 11 (35)                             | Je rentre chez moi                  | On my way home          | 19 mars 2023          |
| [Chapitres 111-112-113-114]         |                                     |                         |                       |
| 12 (36)                             | Le dernier ordre                    | Last order              | 26 mars 2023          |
| [Chapitres 114-115-116-117-118-119] |                                     |                         |                       |
| 13 (37)                             | Quand il pleut, il tombe des cordes | When it rains, it pours | 2 avril 2023          |
| [Chapitres 119-120-121-124-125]     |                                     |                         |                       |

#### Saison 3
| No                                  | Titre en français           | Titre de l’épisode en japonais | Date de 1rediffusion |
| ----------------------------------- | --------------------------- | ------------------------------ | -------------------- |
| 1 (38)                              | La journée la plus longue   | The longest day                | 4 octobre 2023       |
| [Chapitres 125-126-127-128-129-130] |                             |                                |                      |
| 2 (39)                              | Ennemi mortel               | Mortal enemy                   | 11 octobre 2023      |
| [Chapitres 130-131-132-133-134]     |                             |                                |                      |
| 3 (40)                              | La patience a ses limites   | Run out of patience            | 18 octobre 2023      |
| [Chapitres 134-135-136-137-138-139] |                             |                                |                      |
| 4 (41)                              | Le retour à la vie          | Come back to life              | 25 octobre 2023      |
| [Chapitres 139-140-141-142-143]     |                             |                                |                      |
| 5 (42)                              | Un mauvais pressentiment    | A bad hunch                    | 1er novembre 2023    |
| [Chapitres 144-145-146-147-148]     |                             |                                |                      |
| 6 (43)                              | Debout !                    | Rise against                   | 8 novembre 2023      |
| [Chapitres 149-150-151-152]         |                             |                                |                      |
| 7 (44)                              | Changement de courant       | Turn the tide                  | 15 novembre 2023     |
| [Chapitres 153-154-155-156-157]     |                             |                                |                      |
| 8 (45)                              | Je le sais au fond de moi   | I know in my head              | 22 novembre 2023     |
| [Chapitres 157-158-159-160-161]     |                             |                                |                      |
| 9 (46)                              | L'ogre Bleu                 | The blue ogre                  | 29 novembre 2023     |
| [Chapitres 162-163-164-165-166]     |                             |                                |                      |
| 10 (47)                             | Le cœur brave               | Brave heart                    | 6 décembre 2023      |
| [Chapitres 166-167-168-169-170]     |                             |                                |                      |
| 11 (48)                             | Quand il ne reste plus rien | Nothing is left                | 13 décembre 2023     |
| [Chapitres 171-172-173-174-175]     |                             |                                |                      |
| 12 (49)                             | Paradis perdu               | Paradise lost                  | 20 décembre 2023     |
| [Chapitres 176-177-178-179-180]     |                             |                                |                      |
| 13 (50)                             | Son destin                  | Meet his fate                  | 27 décembre 2023     |
| [Chapitres 181-182-183-184-185]     |                             |                                |                      |

## Adaptations cinématographiques
Une adaptation cinématographique en prise de vues réelles est annoncée en février 2020. Le film est réalisé par Tsutomu Hanabusa avec un scénario d'Izumi Takahashi. En avril 2020, il a été annoncé que l'équipe du film avait interrompu le tournage en raison de la pandémie de Covid-19 au Japon. Le film devait initialement sortir au Japon le 9 octobre 2020, mais en juin 2020, la société de distribution Warner Bros. Pictures Japan annonce un report de la sortie du film a été retardé en raison des effets de l'impact de la pandémie. Le film est sorti le 9 juillet 2021.
Une suite intitulée Tokyo Revengers 2 est annoncée en juillet 2022. Celle-ci est diffusée en deux parties : la première intitulée Chi no Halloween -Unmei- sort le 21 avril 2023 et la deuxième intitulée Chi no Halloween -Kessen- sort le 30 juin 2023.

### Distribution
| Personnage         | Voix Japonaises | Voix Françaises       |
| ------------------ | --------------- | --------------------- |
| Takemichi Hanagaki | Takumi Kitamura | Olivier Premel        |
| Ken Ryūgūji        | Yūki Yamada     | Nicolas Matthys       |
| Naoto Tachibana    | Yosuke Sugino   | Alexandre Crépet      |
| Masataka Shimizu   | Nobuyuki Suzuki | Pierre Lognay         |
| Atsushi Sendō      | Hayato Isomura  | Brieuc Lemaire        |
| Tetta Kisaki       | Shōtarō Mamiya  | Jean-François Rossion |
| Manjirō Sano       | Ryō Yoshizawa   | Tim Belasri           |

## Accueil

### Ventes
En septembre 2021, le tirage total de la série s'élève à 40 millions d'exemplaires, soit huit fois plus qu'en septembre 2020. En juillet 2022, celui-ci s'élève à 65 millions d'exemplaires, dont 7 millions en dehors du Japon. Sur la période allant du 22 novembre 2021 au 20 novembre 2022, la série est classée à la deuxième place du classement Oricon des mangas les plus vendus au Japon, avec plus de 11,0 millions d'exemplaires écoulés au format physique. Le 17 mars 2024 le manga a eu 80 millions de copies en circulation ce qui le fait rentrer dans le top 30 des mangas les plus vendus du monde.

### Distinctions
En 2020, la série remporte la 44e édition du Prix du manga Kōdansha dans la catégorie shōnen.